# John Pratt (Politiker, 1873)
Sir John William Pratt, Kt (* 9. September 1873 in South Shields, Tyne and Wear, North East England; † 27. Oktober 1952) war ein britischer Politiker der Liberal Party, der zwischen 1913 und 1922 Mitglied des Unterhauses (House of Commons) war und von 1916 bis 1922 verschiedene Juniorministerposten in der Regierung Lloyd George bekleidete.

## Leben
John William Pratt absolvierte nach dem Besuch der South Shields Public School ein Studium an der University of Glasgow. Nach dem Ausscheiden von Alexander Ure, der zum 1. Baron Strathclyde erhoben wurde, wurde er am 7. November 1913 bei der Nachwahl (By-election) im Wahlkreis Linlithgowshire für die Liberal Party erstmals zum Mitglied des Unterhauses (House of Commons) gewählt. In der Regierung Lloyd George fungierte er zunächst vom 10. Dezember 1916 bis zum 8. August 1919 als Lord im Schatzamt (Lord of the Treasury) sowie im Anschluss zwischen dem 8. August 1919 und dem 19. Oktober 1922 als Parlamentarischer Unterstaatssekretär für Gesundheit in Schottland (Parliamentary Under-Secretary for Health for Scotland).
Bei der Unterhauswahl 14. Dezember 1918 erfolgte seine Wiederwahl zum Mitglied des Unterhauses Glasgow Cathcart und vertrat diesen Wahlkreis bis zur Unterhauswahl am 15. November 1922 als er auf eine erneute Kandidatur verzichtete. Nach seinem Ausscheiden wurde er am 15. Februar 1923 im Zuge der sogenannten „Dissolution Honours“ für die ausscheidende Regierung zum Knight Bachelor (Kt) geschlagen und führte seither den Namenszusatz „Sir“. Er kandidierte bei der Unterhauswahl am 6. Dezember 1923 im Wahlkreis Dundee, bei der Nachwahl am 23. Mai 1924 im Wahlkreis Glasgow Kelvingrove sowie bei der Unterhauswahl am 30. Mai 1929 für die Liberal Party für einen Wiedereinzug ins Unterhaus. Zuletzt kandidierte er bei der Unterhauswahl am 27. Oktober 1931 im Wahlkreis Manchester Hulme für die New Party NUPA von Oswald Mosley noch einmal ohne Erfolg für ein Mandat im House of Commons.
Aus der 1895 geschlossenen Ehe mit der 1945 verstorbenen Elizabeth Niven ging ein Sohn hervor. 